# کلی‌قوزی (کلیبر)
کلی‌قوزی یکی از روستاهای استان آذربایجان شرقی است که در دهستان ییلاق بخش مرکزی شهرستان کلیبر واقع شده‌است.